# 江古田站
江古田站（日语：／ Ekoda eki */?）是位於日本東京都練馬區旭丘一丁目，屬於西武鐵道池袋線的鐵路車站。車站編號是SI04。本站也可乘坐於練馬站分岐的豐島線列車。

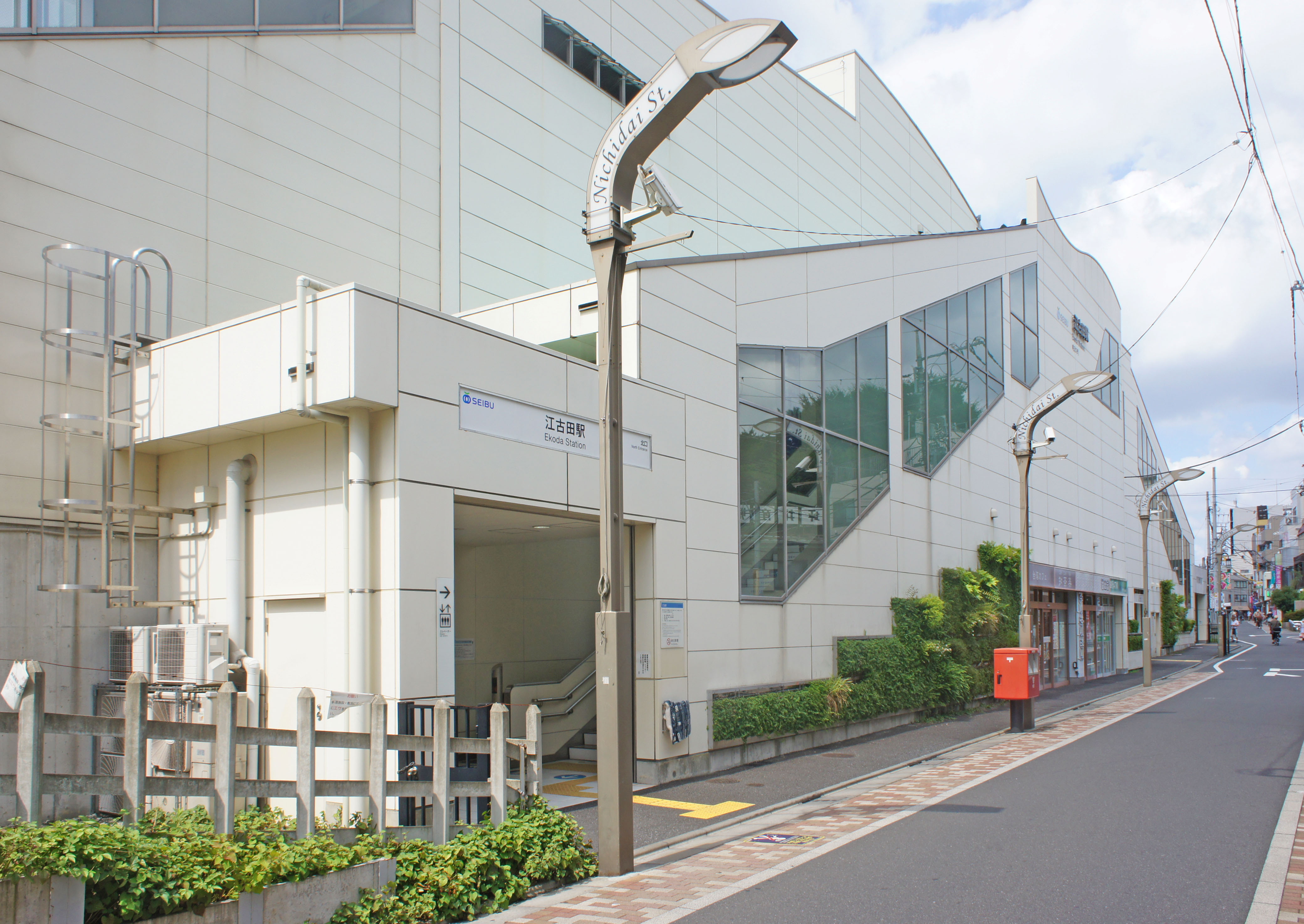
北口（2022年7月）

## 車站結構

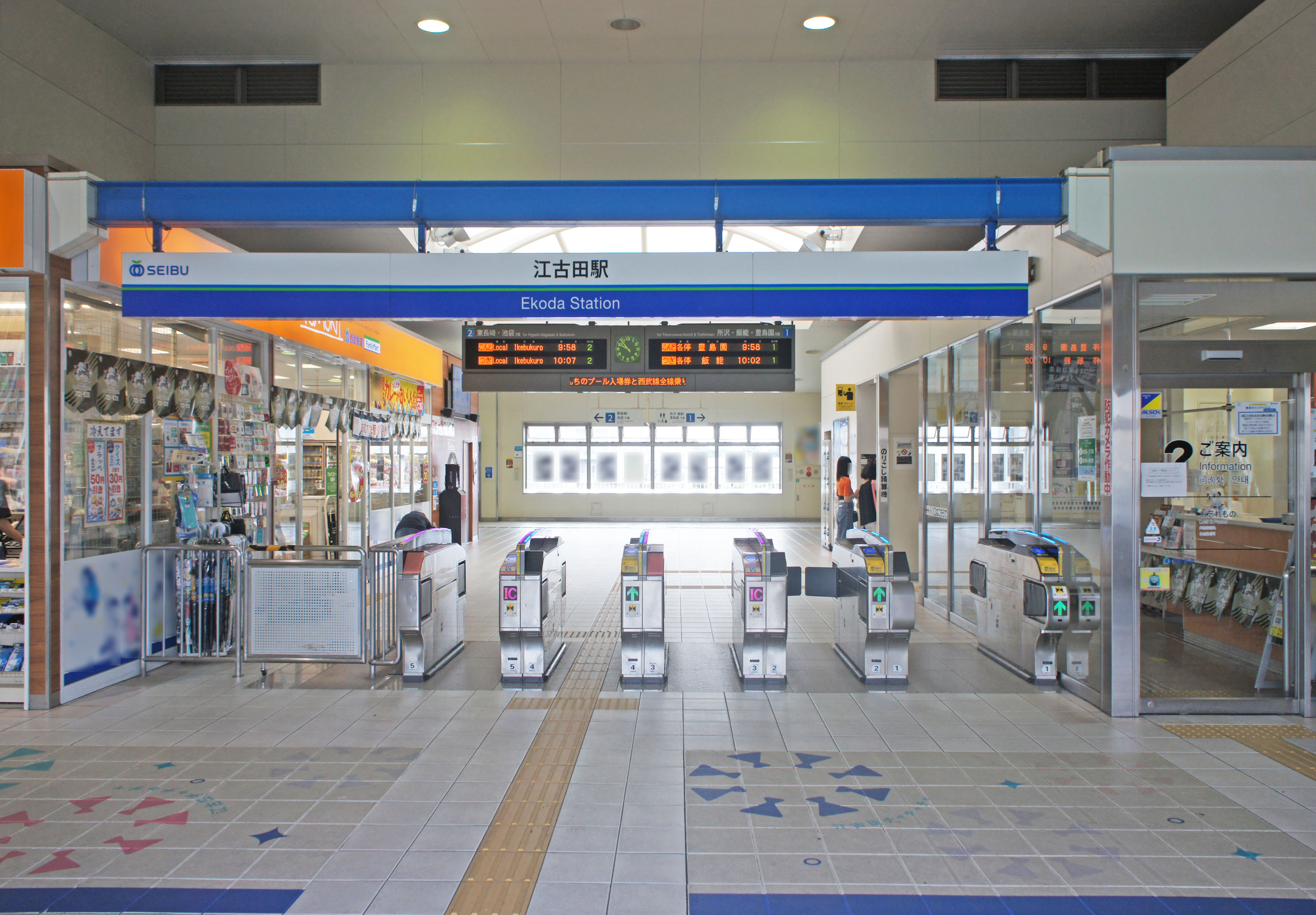
驗票口（2022年7月）

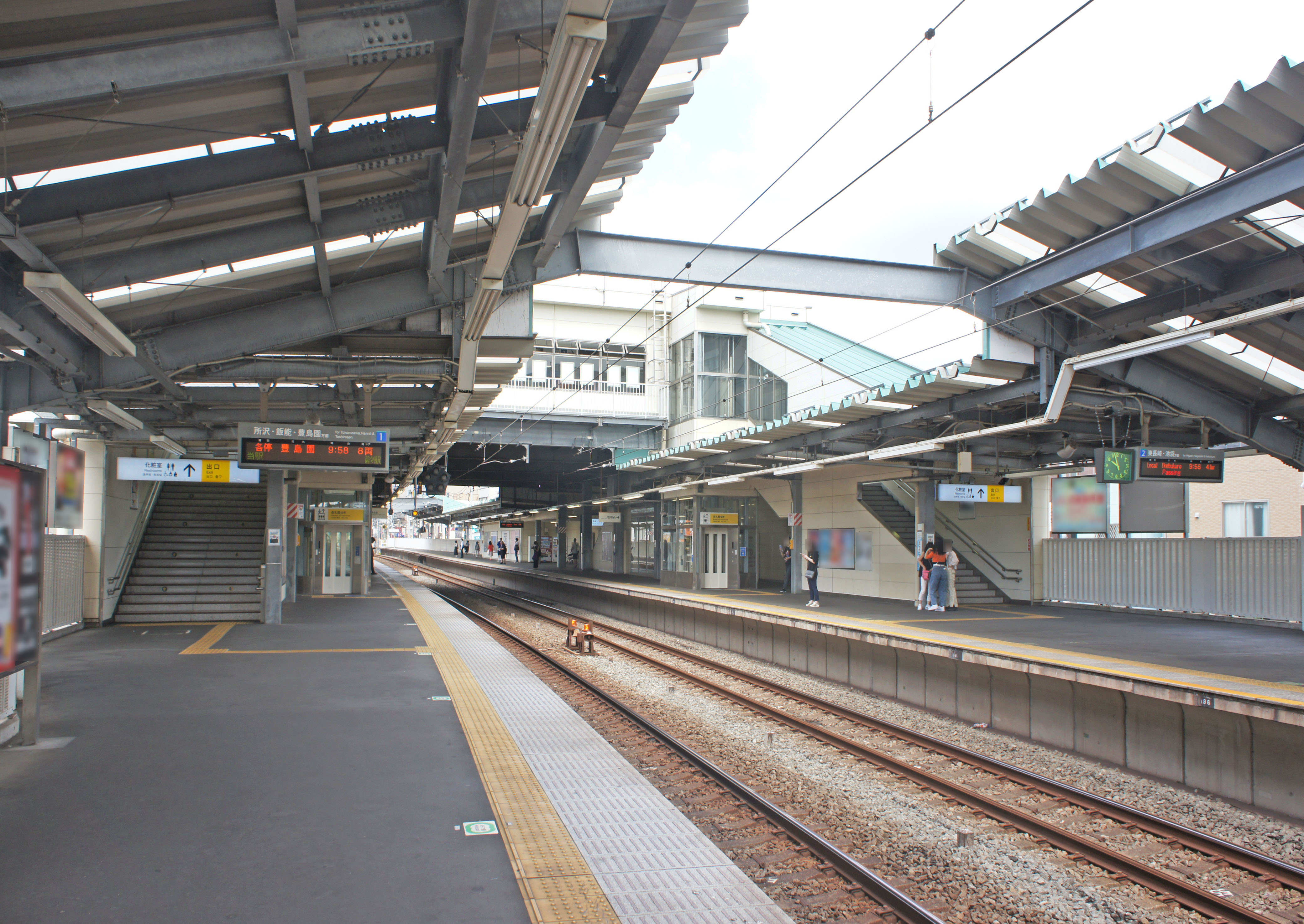
月台（2022年7月）

本站為對向式月台2面2線的地面車站。閘口位於跨站式站房上。上下月台以樓梯、升降機、扶手電梯（昇降兩方皆可）聯絡。廁所位於閘內，併設多機能廁所。
以前是島式月台1面2線。為了增強運力與列車長編組化，而在1958年3月作為池袋線第一個急行待避站增設下行線側1面2線，擴展成2面4線，可供各站停車待避優等列車。另外，當時設定終到東長崎的列車延長至此站，直接進入新設的上行待避線以折返。
但是，因應以下的理由而將待避機能轉移至東鄰的東長崎站，2008年6月14日改點時廢除外側待避線。
- 在此站待避無法實現優等列車的加速，不便於時刻表編組。
- 難以延長月台至有效長度10節編組。
- 站舍改建與車站周邊再開發的阻礙。

### 月台配置
| 月台 | 路線           | 方向 | 目的地                 |
| ---- | -------------- | ---- | ---------------------- |
| 1    | 池袋線、豐島線 | 下行 | 所澤、飯能、豐島園方向 |
| 2    | 池袋線         | 上行 | 東長崎、池袋方向       |

至2008年6月13日為止，1、2號月台是飯能方向，3、4號月台是池袋方向，但前述的待避線廢除後只使用2和3號月台。此後因應改善工程進度而在2009年12月頃改為現在的編號。

## 使用情況
2016年度的1日平均上下車人次為33,133人，西武鐵道全部92個車站中排行第28位。
近年1日平均上下車人次、上車人次的推移如下表。
| 年度               | 1日平均 上下車人次 | 1日平均 上車人次 | 來源     |
| ------------------ | ------------------ | ---------------- | -------- |
| 1990年（平成02年） |                    | 24,622           | [ * 1 ]  |
| 1991年（平成03年） |                    | 25,208           | [ * 2 ]  |
| 1992年（平成04年） |                    | 24,928           | [ * 3 ]  |
| 1993年（平成05年） |                    | 24,559           | [ * 4 ]  |
| 1994年（平成06年） |                    | 24,219           | [ * 5 ]  |
| 1995年（平成07年） |                    | 23,478           | [ * 6 ]  |
| 1996年（平成08年） |                    | 23,356           | [ * 7 ]  |
| 1997年（平成09年） |                    | 22,674           | [ * 8 ]  |
| 1998年（平成10年） |                    | 20,521           | [ * 9 ]  |
| 1999年（平成11年） |                    | 19,962           | [ * 10 ] |
| 2000年（平成12年） |                    | 19,556           | [ * 11 ] |
| 2001年（平成13年） |                    | 18,849           | [ * 12 ] |
| 2002年（平成14年） | 37,834             | 18,449           | [ * 13 ] |
| 2003年（平成15年） | 37,607             | 18,322           | [ * 14 ] |
| 2004年（平成16年） | 36,628             | 17,815           | [ * 15 ] |
| 2005年（平成17年） | 36,169             | 17,553           | [ * 16 ] |
| 2006年（平成18年） | 35,800             | 17,351           | [ * 17 ] |
| 2007年（平成19年） | 36,149             | 17,581           | [ * 18 ] |
| 2008年（平成20年） | 35,590             | 17,384           | [ * 19 ] |
| 2009年（平成21年） | 34,527             | 16,886           | [ * 20 ] |
| 2010年（平成22年） | 32,808             | 16,469           | [ * 21 ] |
| 2011年（平成23年） | 32,942             | 16,516           | [ * 22 ] |
| 2012年（平成24年） | 33,535             | 16,799           | [ * 23 ] |
| 2013年（平成25年） | 34,045             | 17,063           | [ * 24 ] |
| 2014年（平成26年） | 33,045             | 16,532           | [ * 25 ] |
| 2015年（平成27年） | 32,396             | 16,189           | [ * 26 ] |
| 2016年（平成28年） | 33,133             |                  |          |

## 圖片

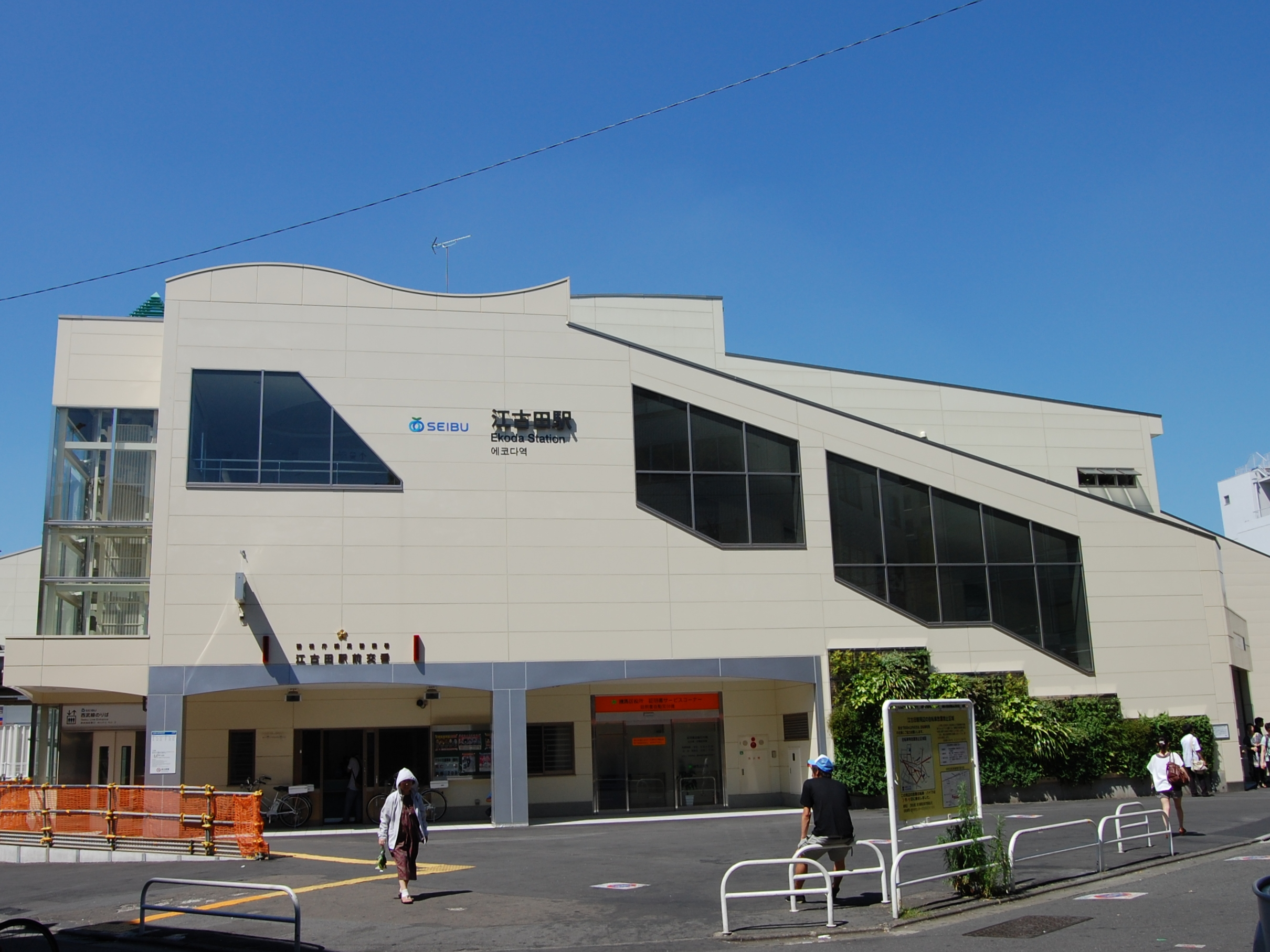
站前廣場興建前的南口（2011年7月）
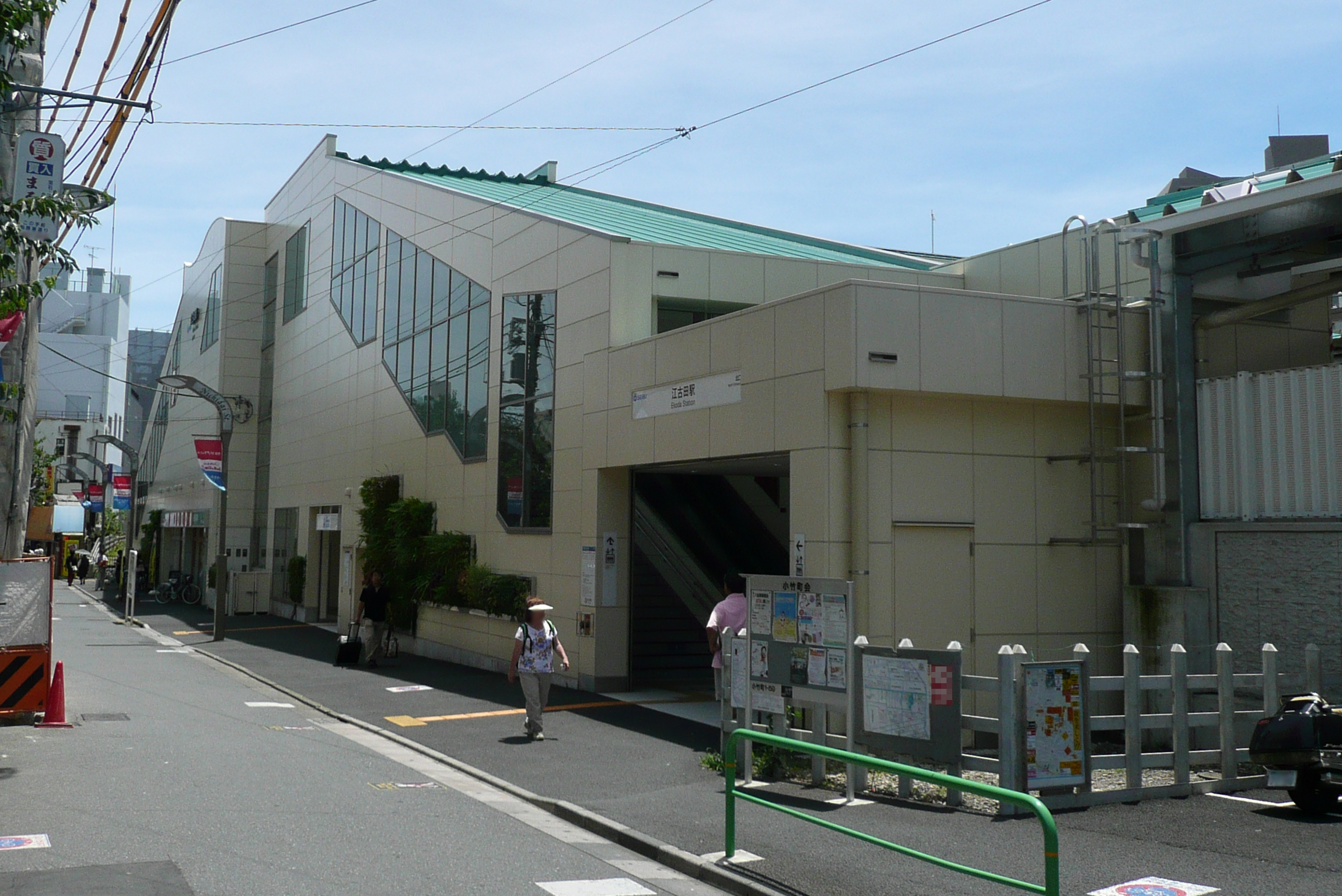
北口（2012年7月）
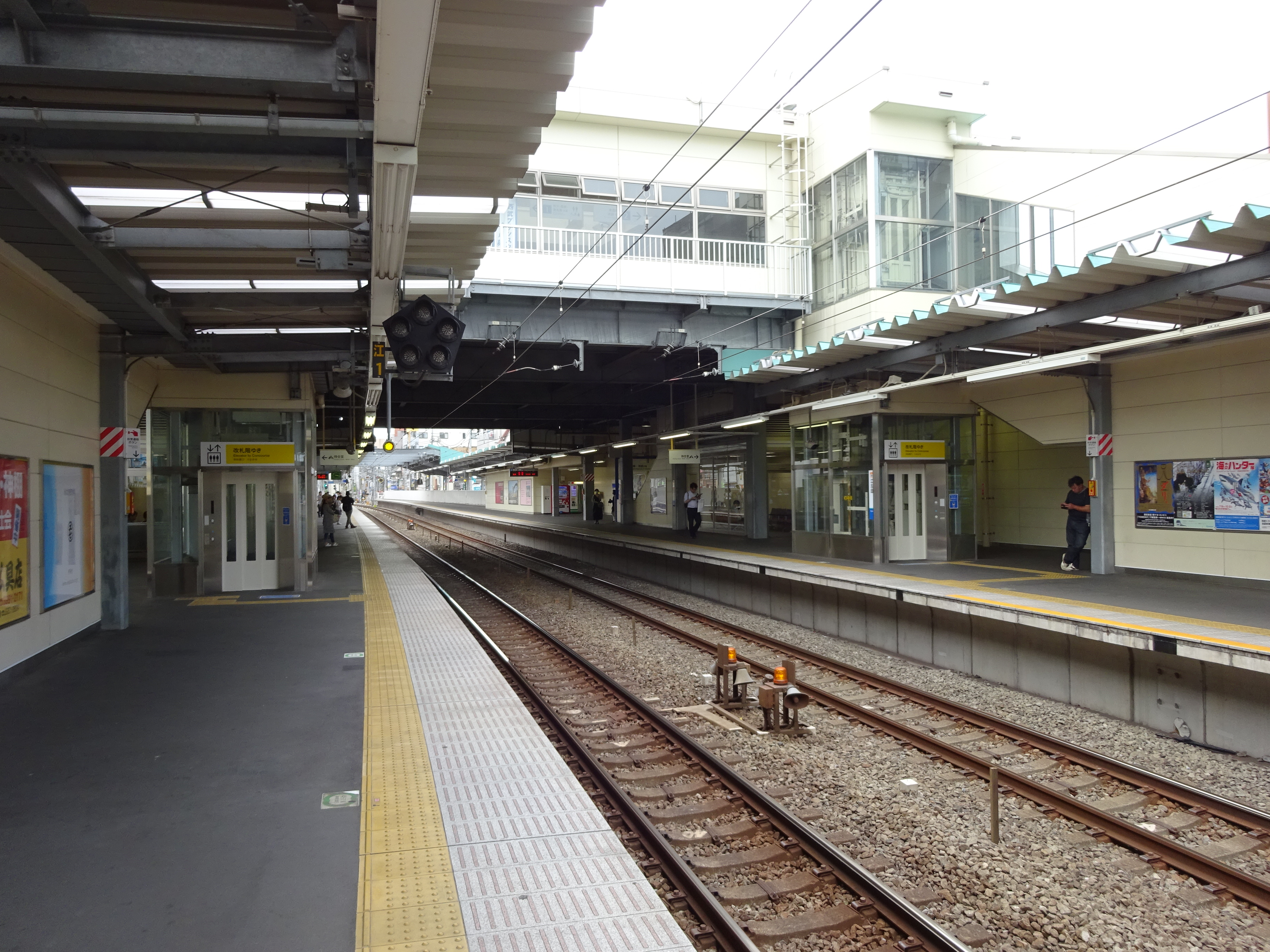
月台（2016年6月）
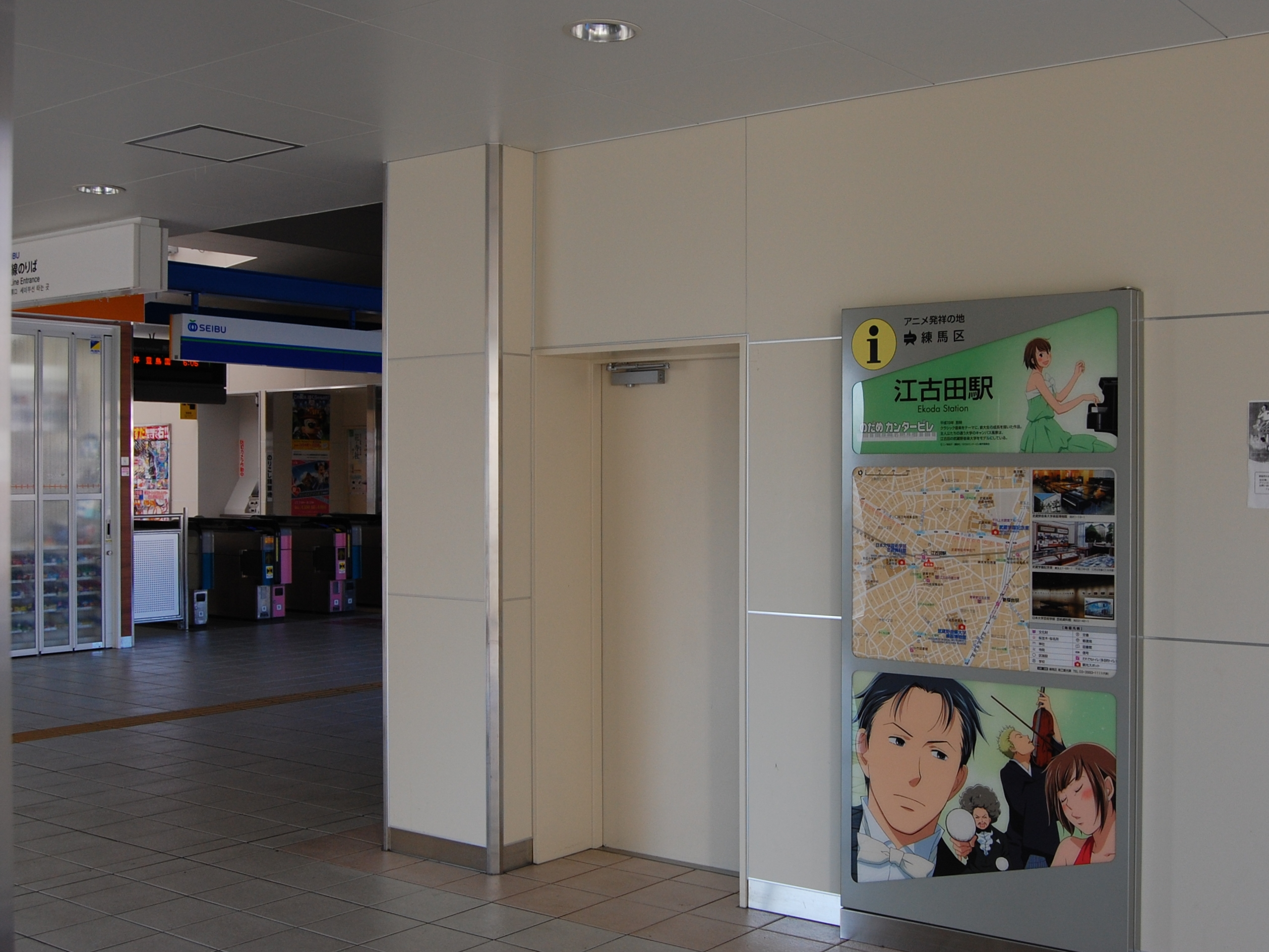
站舍內的「交響情人夢」設計和周邊導覽圖 （2011年7月）

### 站舍改建前的樣子

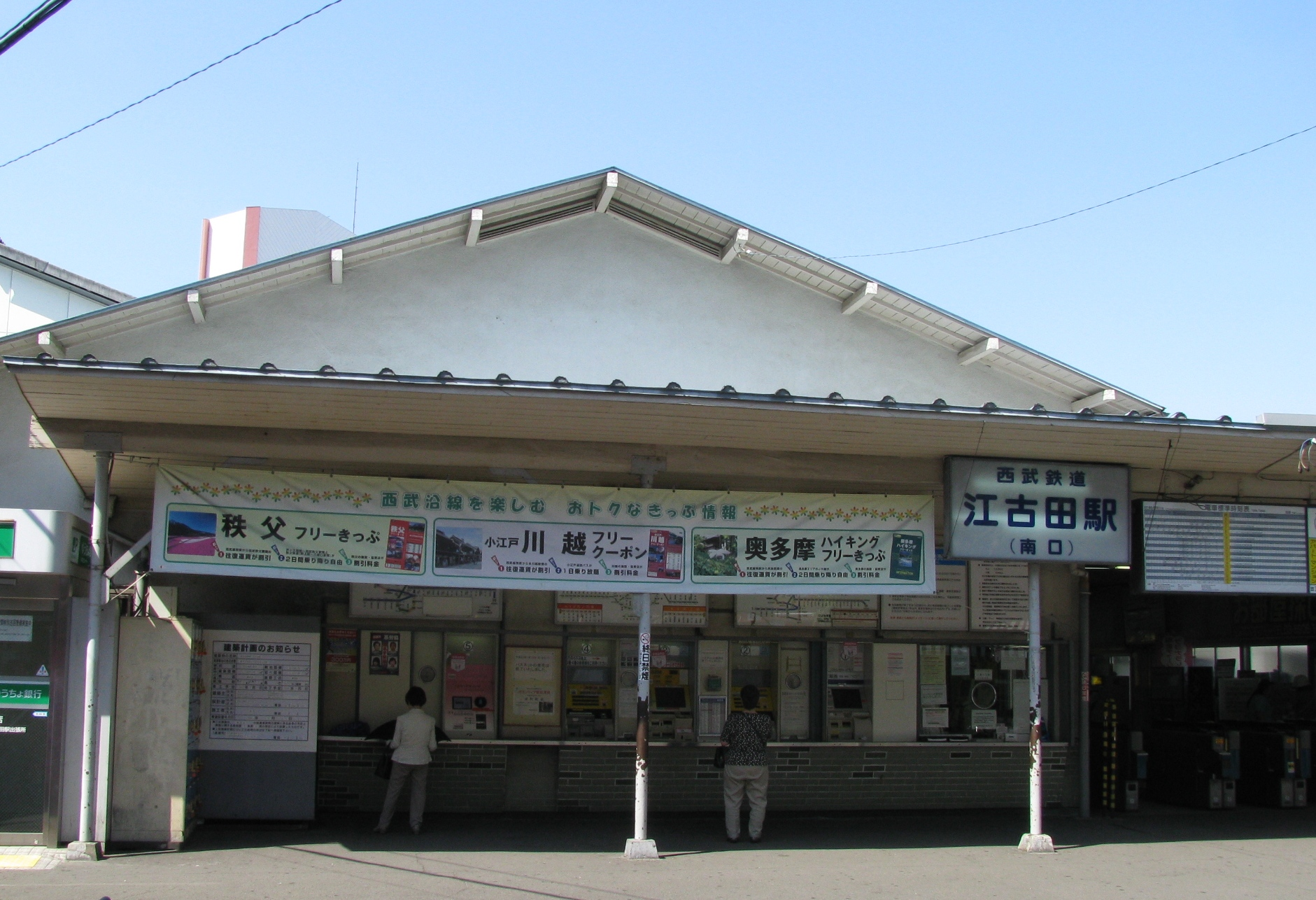
至2010年1月8日為止使用的舊南口站舍
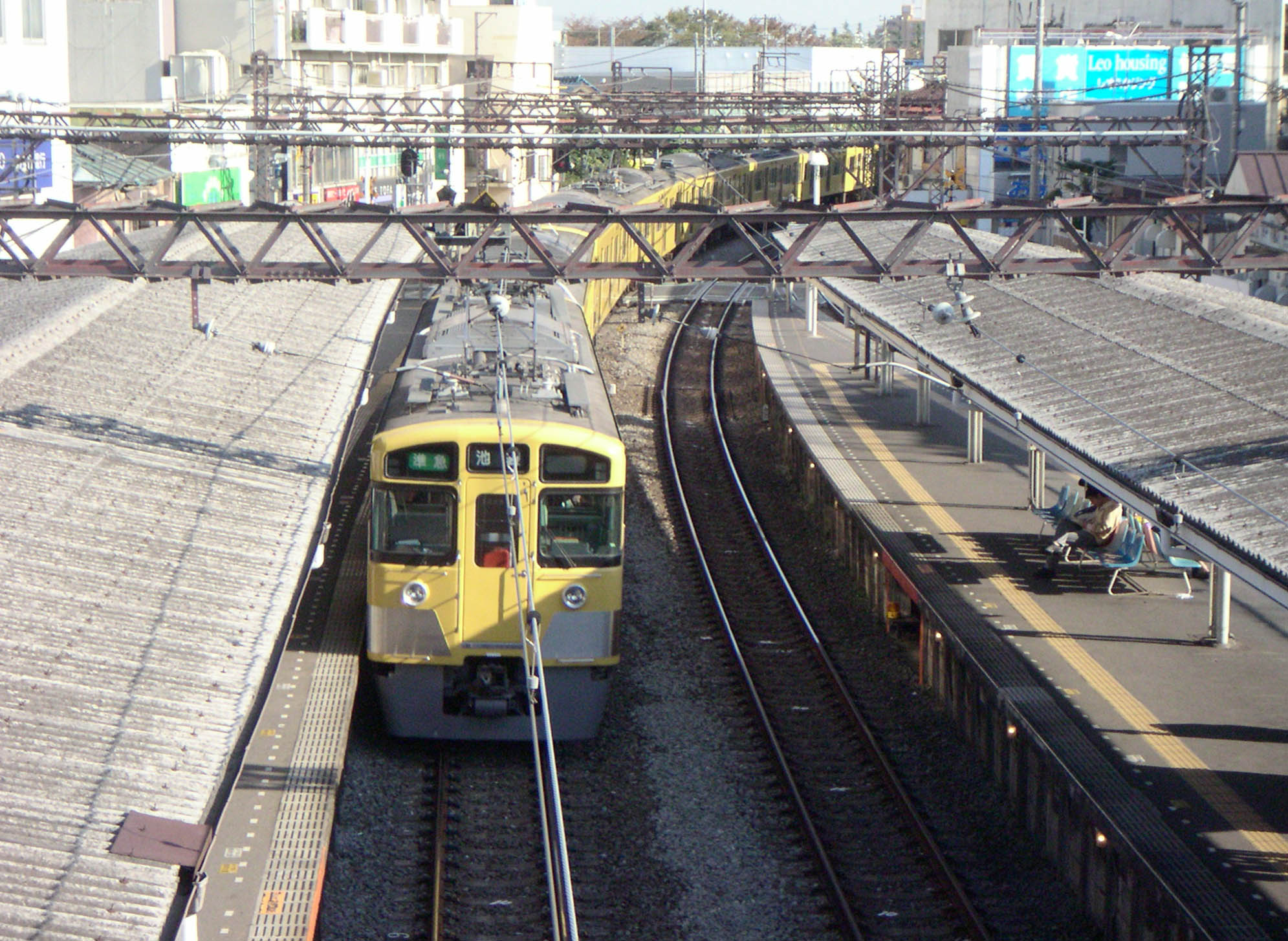
跨線橋望向池袋方向 （2005年11月）
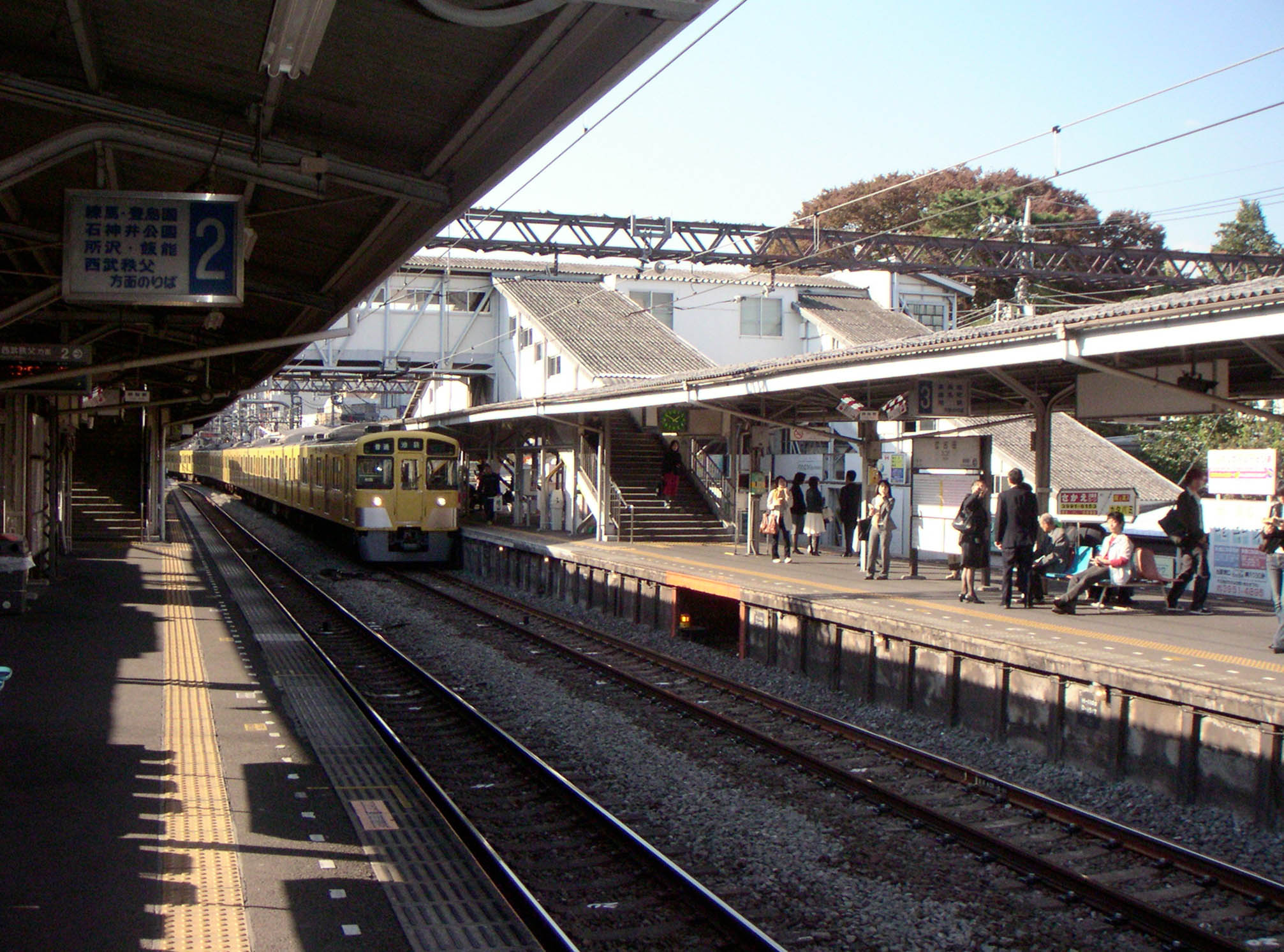
下行月台望向上行月台 （2005年11月）

## 相鄰車站
西武鐵道
 池袋線（包括直通豐島線）
■快速急行、■急行、■通勤急行、■快速、■通勤準急、■準急
通過
■各站停車
東長崎（SI03）－江古田（SI04）－櫻台（SI05）

## 外部連結
- 江古田 - 西武鐵道